# Evelyn Laye
Evelyn Laye OBE (10 de julio de 1900 – 17 de febrero de 1996) fue una actriz británica.

## Biografía
Su verdadero nombre era Elsie Evelyn Lay, y nació en Londres, Inglaterra. Laye debutó en el teatro en agosto de 1915, interpretando a Nang-Ping en la obra Mr. Wu, representada en el Theatre Royal de Brighton. Su primera actuación en Londres tuvo lugar el 24 de abril de 1916 en el East Ham Palace, en la revista Honi Soit, con la cual hizo una gira.
En los primeros años de su carrera actuó principalmente en la comedia musical y en la opereta, con obras como Going Up en 1918. Entre sus éxitos de la década de 1920 figuran Madame Pompadour (1923), The Dollar Princess, Blue Eyes (1928) y Lilac Time. Debutó en Broadway en 1929 con la obra de Noel Coward Bitter Sweet.
Casada con el actor Sonnie Hale en 1926, Laye se ganó la simpatía del público cuando Hale la dejó por la actriz Jessie Matthews en 1930. Sin embargo, siguió trabajando en obras como La bella durmiente y Cenicienta. 
Trabajó en varias ocasiones junto a su segundo marido, el actor Frank Lawton, incluyendo su actuación en el sitcom de 1956 My Husband and I. Otros de sus éxitos teatrales fueron Silver Wedding (1957), con Lawton, The Amorous Prawn (1959) y Phil the Fluter (1969). 
Recompensada con el nombramiento de OBE en 1973, Laye siguió actuando hasta la década de 1990, siendo su carrera una de las más prolongadas del teatro británico. 
Evelyn Laye falleció en Londres a causa de una insuficiencia respiratoria en 1996. Tenía 95 años.